# 雅罗斯拉夫二世·弗谢沃洛多维奇
雅罗斯拉夫二世·弗谢沃洛多维奇（俄語：Ярослав II Всеволодович；1191年2月8日—1246年9月30日），佩列亚斯拉夫王公（1200年~1206年），佩列斯拉夫尔-扎列斯基王公（1212年~1238年），基辅大公（1236年，1238年，1243年~1246年），弗拉基米尔大公（1238年~1246年在位）。羅斯國家基輔羅斯末任君主，基輔羅斯於1240年被蒙古帝國所滅亡後，雅羅斯拉夫被立為蒙古人的政治傀儡，名義上是羅斯人的最高領袖，代表大汗施政。
雅罗斯拉夫·弗谢沃洛多维奇为弗拉基米尔大公弗谢沃洛德·尤里耶维奇（大窝）的第四子。他的教名为费奥多尔。1200年，他被父亲安排到佩列亚斯拉夫当王公。1206年，他暂时统治过加利奇，后来又去梁赞。他在梁赞与当地居民发生激烈冲突。1209年，弗谢沃洛德·尤里耶维奇派遣雅罗斯拉夫去诺夫哥罗德与他的政治对手姆斯季斯拉夫·姆斯季斯拉维奇作战，但后来雅罗斯拉夫与姆斯季斯拉夫和解并娶了他的女儿。
在弗谢沃洛德·尤里耶维奇去世后，雅罗斯拉夫·弗谢沃洛多维奇成为佩列斯拉夫尔的全权统治者。13世纪20~30年代，他还多次被选为诺夫哥罗德的王公。
1238年其兄长、弗拉基米尔大公尤里·弗謝沃洛多維奇在与蒙古入侵者作战阵亡后，雅罗斯拉夫·弗谢沃洛多维奇继承了弗拉基米尔大公的公位。1243年他被叫到萨莱去谒见金帐汗国的创建者拔都，在汗的宫廷里待了数月。显然，他受到拔都的赏识。1246年因卷入蒙古大汗和金帐汗国的权力斗争，被乃馬真后毒死于哈拉和林。
雅罗斯拉夫·弗谢沃洛多维奇是莫斯科大公王朝和特维尔大公王朝的始祖。